# Helmuth A. Niederle

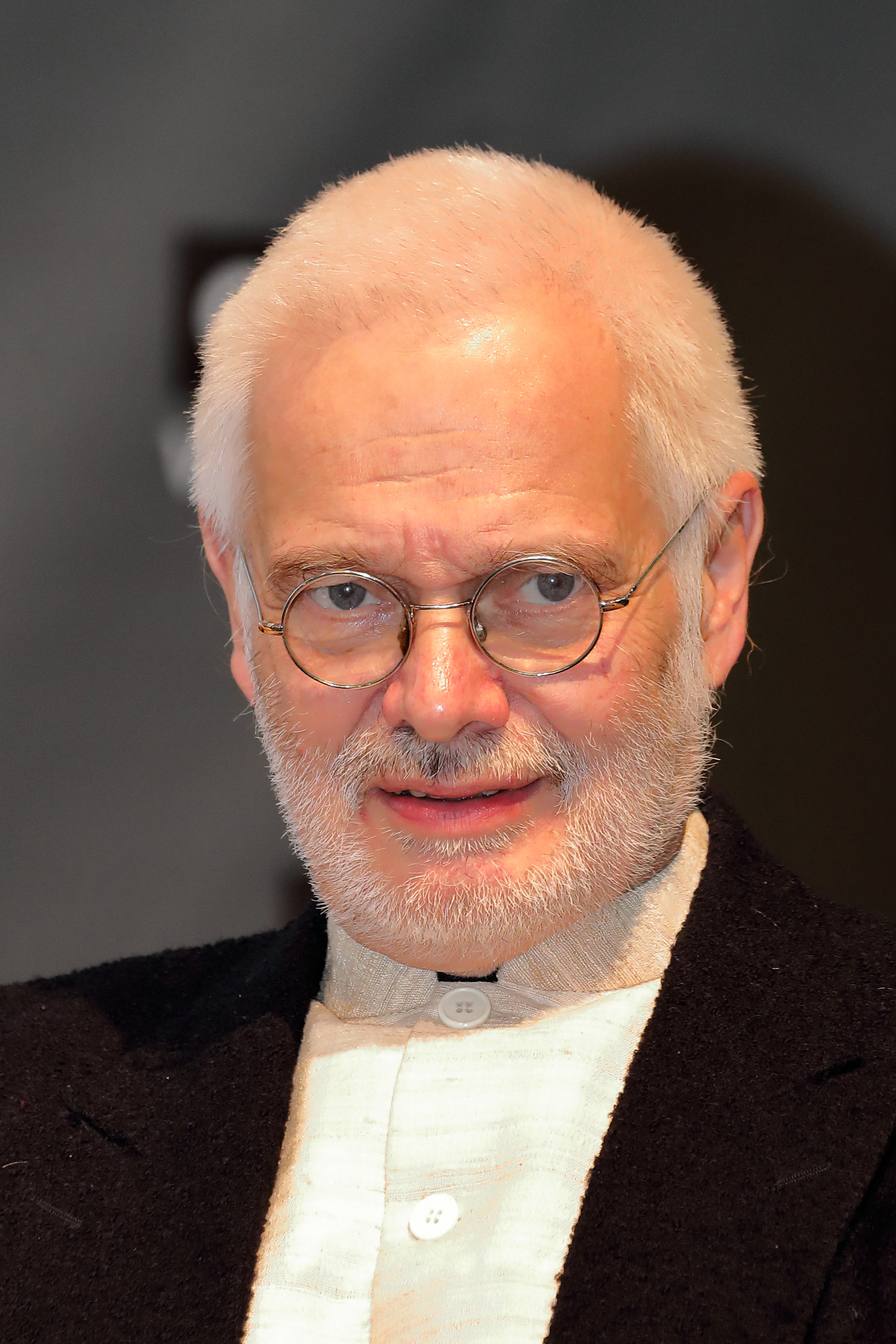
Helmuth A. Niederle (2018)

Helmuth A. Niederle (* 16. November 1949 in Wien) ist ein österreichischer Schriftsteller, Übersetzer und Herausgeber.

## Leben
Helmuth A. Niederle studierte Ethnologie, Volkskunde, Kunstgeschichte und Soziologe an der Universität Wien, war ab 1974 wissenschaftlicher Mitarbeiter der Österreichischen Gesellschaft für Literatur und ab 1994 bis Ende 2011 deren stellvertretender Leiter und Verantwortlicher der Programmkoordination, ab 2003 Universitätslektor am Institut für Ethnologie, Kultur- und Sozialanthropologie an der Universität Wien.
In all den Jahren während seiner beruflichen Tätigkeit in der Literaturgesellschaft war er für verschiedene Printmedien in unterschiedlicher Funktion tätig u. a. für Kurier, Die Furche, Wochenpresse und Entwicklungspolitische Nachrichten. Der Tätigkeitsbereich umfasste eigene journalistische Arbeiten als auch Schlussredaktion. Weiters erschienen in Der Standard sowie einer Reihe von Literatur- und Kulturmagazinen (u. a. Pannonia, morgen, Die Brücke, Literatur und Kritik) Beiträge über bildende Kunst, Literatur, gesellschaftspolitische Fragestellungen und Erörterungen über die Schwierigkeiten des interkulturellen Dialogs. Veröffentlichungen im ORF.
Als Student und danach hatte er mehrere Studienaufenthalte und Feldforschungen u. a. in Indonesien, den Philippinen, Indien, Südafrika, Sierra Leone und Nagaland.
Seit 1998 war er Initiator und Mitveranstalter einer Reihe von Symposien, die dem Thema „Literatur und Migration“ gewidmet sind. Diese thematisch miteinander verbundenen Tagungen wurden gemeinsam vom Institut für Ethnologie, Kultur- und Sozialanthropologie der Universität Wien und der Österreichischen Gesellschaft für Literatur nebst dem Thema entsprechenden Partnerorganisationen durchgeführt. Die bisherigen Schwerpunkte waren u. a. „Islam“, „Afrika“, „Südamerika“, „Südasien“ und „Südafrika“ gewidmet.
Seit dem Sommersemester 2003 ist er Universitätslektor am Institut für Ethnologie, Kultur- und Sozialanthropologie der Universität Wien. In den Jahren 2000 bis 2013 war er Beauftragter des Writers in Prison Committes des Österreichischen P.E.N.-Clubs und war in den Jahren 2011 bis 2024 Präsident des Österreichischen P.E.N. Clubs.
Mehrere Jahre war er Herausgeber der Reihe „skriptor mundi“, die in der „edition Kappa“ (München) erschien; seit 2006 ist er Herausgeber der Reihe „Edition Milo“, die im Verlag Lehner (Wien) und seit 2008 im Drava Verlag (Klagenfurt) erscheint; sowie Herausgeber der Reihe „hic&hoc“ im plattform Johannes Martinek Verlag; seit 2011 Aufbau der Reihe „edition pen“ im Löcker Verlag Wien, sowie seit 2021 gemeinsam mit Marion Wisinger die Reihe „lenguas de tierra“ im Korrektur Verlag Munderfing / Oberösterreich.
Er lebt in Streifing im Weinviertel und in Wien.

## Auszeichnungen
- 1974: Förderpreis der Theodor-Körner-Stiftung
- 1983: Arbeitsstipendium der Gemeinde Wien
- 1985: Anerkennungspreis des Landes Niederösterreich für Literatur
- 1989/1990: Staatsstipendium für Literatur
- 1997: Buchprämie der Republik Österreich
- 2008: Stella Maris (Reghin) Literaturpreis
- 2017: Goldenes Ehrenzeichen für Verdienste um das Land Wien
- 2017: Österreichisches Ehrenkreuz für Wissenschaft und Kunst I. Klasse
- 2018: Memorial Medal for his excellent lifelong literary work (Slovak PEN Centre)
- 2019 International Literary Prize Azem Shkreli
- 2025: Professor h.c.

## Publikationen
- Die Welt neu schaffen. Verbindung von Literatur und Ethnologie. Dargestellt an ausgewählten Beispielen. Dissertation, Universität Wien 2001
- Verwandlungen. Prosa, Bergland Verlag, Wien 1974.
- Aufbruch. Lyrik. Mit beigebundenen Radierungen von Peter Bischof. Edition Maioli, Wien 1981.
- Tier-Leben. Mappe mit Radierungen von Norbert Fleischmann. Edition Modern Art Galerie, Wien 1981.
- Lainz. Ein Platz zum Sterben. Edition Maioli, Wien 1982.
- Lügenden und Pastitischi aus dem bewußten Land. Mit einem Vorwort von Peter Marginter. Edition Maioli, Wien 1983.
- Es war sehr schön, es hat mich sehr gefreut. Kaiser Franz Joseph und seine Untertanen. Österreichischer Bundesverlag, Wien 1987, ISBN 3-215-06072-8.
- mit Hermann Härtel: Der Zug der Einhörner. Wiener Journal, Edition Atelier, Wien 1987, ISBN 3-7008-0345-1.
- die land is ons land. Reportagen aus Südafrika und Namibia. Aufsatzsammlung, Passagen Verlag, Wien 1990, ISBN 3-900767-45-9.
- mit Richard Rubinig: Arnulf Neuwirth – Zufall und Einfall – Aquarelle und Collagen. Radschin Verlag, Kautzen 1990, ISBN 3-900512-11-6.
- Schreiber. Eine Fuge und andere Capritschi. Verlag der Apfel, Wien 1997.
- Nicht nach Ithaka. Erzählungen. Wieser Verlag, Klagenfurt 2003, ISBN 3-85129-412-2.
- Im Treibhaus der Nacht. Zehn Notturni. Zeichnungen von Hermann Härtel, Vierviertelverlag, Straßhof bei Wien 2003, ISBN 3-902141-06-9.
- Wie es mir gefällt. Ein Confabulatorium. Literaturedition Niederösterreich, St. Pölten 2004.
- Die dritte Halbzeit. Erzählungen. Wieser Verlag, Klagenfurt 2004, ISBN 3-85129-486-6.
- Erwin Steinhauer. Die Biografie. Molden Verlag, Wien 2007, ISBN 978-3-85485-204-9.
- mit Marianne Gruber: Magie der Worte. Band 3. „Diesseits von Eden“. Erzählungen. Edition Koenigstein. Klosterneuburg 2007.
- Fritz Muliar: Denk ich an Österreich. Eine Bilanz. Autobiografie, Aufgezeichnet von Helmuth A. Niederle, Residenz Verlag, St. Pölten – Salzburg 2009, ISBN 978-3-7017-3142-8.
- Ausgewählte Gedichte. Vorwort von Christian Teissl, Podium Porträt 47 (Hg. von Hannes Vyoral), Wien 2009, ISBN 978-3-902054-73-9.
- Trakt geräumt. verba in angustiis. Gedichte. Löcker Verlag, Wien 2013, ISBN 978-3-85409-691-7.
- fuoco amico. Poetischer Eigenbeschuss. Gedichte. Mit einem Geleitwort von Christian Teissl. Löcker Verlag, Wien 2016, ISBN 978-3-85409-799-0.
- Wandelgänge. Prosagedichte. Löcker Verlag, Wien 2017, ISBN 978-3-85409-848-5.
- Bauplatz der Vergeblichkeit. Gedichte. Löcker Verlag, Wien 2018, ISBN 978-3-85409-908-6.
- Galerie der Ahnungen. Gedichte wider die Farbdiät. Löcker Verlag, Wien 2019, ISBN 978-3-85409-964-2.
- Die Nachtwache der Schiffbrüchigen. Lyrik. Löcker Verlag, Wien 2020, ISBN 978-3-99098-047-7.
- Was nun? Liber turpis. Über Götter, Menschen und Mischwesen. Mit Tableaus von Peter Baldinger und einem Nachwort von Reinhart Hosch. Korrektur Verlag, Mattighofen/Wien 2023, ISBN 978-3-9505341-8-4.
- Das Lopen=Buch. Wundersame / abenteuerliche / unerhörte und bisher unbeschriebene Taten der Lopen zu Vega. Mit authentischen Darstellungen des Völkchens von Peter Baldinger. Löcker Verlag, Wien 2024, ISBN 978-3-99098-189-4.

Herausgeber
- mit Klaus Sandler, Simon Krauss: Die andere Kultur. Dschungelkrieg oder Glashaus? edition pult, St. Pölten 1973.
- Ernst Fischer – Ein marxistischer Aristoteles? edition pult, St. Pölten 1980.
- Materialienband Milo Dor. Paul Zsolnay Verlag, Wien 1988.
- Café Plem Plem. Fünfzehn Jahre Kabarett Erwin Steinhauer. Ueberreuter Verlag, Wien 1989.
- Wien. (= Europa erlesen). Wieser Verlag, Klagenfurt 1997.
- Berlin. (= Europa erlesen). Wieser Verlag, Klagenfurt 1998.
- Prag. (= Europa erlesen). Wieser Verlag, Klagenfurt 1998.
- Weihnachten. (= Europa erlesen). Wieser Verlag, Klagenfurt 1998.
- mit Marianne Gruber, Manfred Müller: In anderer Augen. Die Staaten der europäischen Union in der österreichischen Literatur. Wieser Verlag (Europa erlesen), Klagenfurt 1998.
- Die Fremde in mir. Lyrik und Prosa der österreichischen Volksgruppen und Zuwanderer. Ein Lesebuch. Hermagoras Verlag, Klagenfurt 1999.
- Rom. (= Europa erlesen). Wieser Verlag, Klagenfurt 1999.
- mit Walter Dostal, Karl R. Wernhart: Wir und die Anderen – Islam, Literatur und Migration. WUV-Universitätsverlag, Wien 1999.
- München. (= Europa erlesen). Wieser Verlag, Klagenfurt 1999.
- Die letzte Reise. (= Europa erlesen). Wieser Verlag, Klagenfurt 1999, ISBN 3-85129-283-9.
- Eros. (= Europa erlesen). Wieser Verlag, Klagenfurt 2000.
- mit Ulrike Davis-Sulikowski und Thomas Fillitz: Früchte der Zeit – Afrika, Diaspora, Literatur und Migration. WUV-Universitätsverlag, Wien 2001.
- Frühjahr. (= Europa erlesen). Wieser Verlag, Klagenfurt 2001.
- Sommer. (= Europa erlesen). Wieser Verlag, Klagenfurt 2001.
- Herbst. (= Europa erlesen). Wieser Verlag, Klagenfurt 2001.
- Winter. (= Europa erlesen). Wieser Verlag, Klagenfurt 2001.
- Weltliteratur – Literaturen der Welt. Ein Lesebuch. Österreichische Gesellschaft für Literatur, Wien 2002.
- mit Rina Loader: Southafrica. Literature and Migration. Edition Präsens. Wien 2004.
- mit Elke Mader: Die Wahrheit reicht weiter als der Mond. Europa–Lateinamerika. Literatur, Migration und Identität. WUV-Universitätsverlag, Wien 2004.
- Es verirrt sich die Zeit. Doris Mühringer. Das gesammelte Werk. Vierviertelverlag, Straßhof b. Wien 2005.
- mit Manfred Müller: Michael Guttenbrunner – Texte und Materialien. Löcker Verlag, Wien 2005.
- Literatur und Migration – Indien. Migranten aus Südasien und der westliche Kontext. Lehner Verlag, Wien 2007.
- Wer bleibt, hat keine Ankunft. Heinrich Eggerth. Das gesammelte lyrische und aphoristische Werk. Lehner Verlag, Wien 2006.
- Im fließenden. Ernst David. Gesammelte Gedichte. Mit einem Essay von Christian Teissl und einem Nachwort des Herausgebers Helmuth A. Niederle, Lehner Verlag, Wien 2007, ISBN 978-3-901749-61-2.
- ‚schau daß du weiterkommst‘. Hermann Jandl. Gesammelte Gedichte 1955–2006. Lehner Verlag, Wien 2007.
- Heinz Stangl. Ölbilder. Verlag Galerie Welz, Salzburg 2008, ISBN 978-3-85349-293-2.
- Franz Schwarzinger: Das Bildnis ist … Plattform Johannes Martinek Verlag, Perchtoldsdorf 2009.
- Alfred Rossi. Jede andere Seite. 46 Kubinesken. Plattform Johannes Martinek Verlag, Wien 2009.
- Die Mauern des Schweigens überwinden. Anthologie verfolgter Autorinnen und Autoren. Löcker Verlag, Wien 2009.
- Von der Gerechtigkeit träumen. Anthologie verfolgter Autorinnen und Autoren. Löcker Verlag, Wien 2010.
- Von der Freiheit des Schreibens. Anthologie verfolgter Autorinnen und Autoren. Löcker Verlag, Wien 2011.
- mit Jürgen Strasser: Thema: Afrika. podium Doppelheft 161/162. November 2011.
- Manchmal ein Traum der nach Salz schmeckt. Ilse Tielsch. Gesammelte Gedichte. Löcker Verlag, Wien 2012.
- Alfred Rossi. Das Leben ist eine gefallene Braut. Kubinesken. plattform Johannes Martinek Verlag, Perchtoldsdorf 2012.
- mit Philo Ikonya: Time to Say: NO! Austrian P.E.N.-Club / Löcker Verlag, Wien 2013, ISBN 978-3-85409-665-8.
- (gem. mit Susanne Dobesch-Giese): Ungarn. betrifft: Freiheit der Kunst. Austrian P.E.N.-Club. Wien 2013.
- Taksim Solidarity. Literature in Support of Turkish Protest. Austrian P.E.N.-Club, Wien 2013.
- mit Christine Fritsch und Karl Dieter Dessin: Jedes Steigen ist ein Fallen zugleich. Herbert Eisenreich. Das lyrische Werk. Löcker Verlag, Wien 2014.
- mit Christine Fritsch und Karl Dieter Dessin: So und anders. Herbert Eisenreich. Erzählungen 1950–1964. Löcker Verlag, Wien 2014.
- mit Harald Kollegger: 23 + 23 = 1. plattform Johannes Martinek Verlag, Perchtoldsdorf 2014, ISBN 978-3-9503683-0-7.
- Elisabeth Hauer. Ausgewählte Gedichte. Vorwort und Zusammenstellung, Podium Porträt Band 76 (Hg. von Hannes Vyoral), Wien 2014, ISBN 978-3-902886-12-5.
- mit Christine Fritsch und Karl Dieter Dessin: Ein paar Jahrzehnte Ewigkeit. Herbert Eisenreich. Erzählungen 1965–1977. Löcker Verlag, Wien 2014, ISBN 978-3-85409-713-6.
- mit Christian Teissl: Mitten im Satz. Fragmente. Eine Anthologie des Österreichischen P.E.N.-Clubs. plattform Johannes Martinek Verlag, Perchtoldsdorf 2014, ISBN 978-3-9503683-1-4.
- Roman Roček. Ausgewählte Gedichte. Vorwort und Zusammenstellung, Podium Porträt Band 77 (Hg. von Hannes Vyoral), Wien 2014, ISBN 978-3-902886-13-2.
- Das Pontifikalamt der Scheiterhaufen. Kurt Klinger. Das gesammelte lyrische Werk. Löcker Verlag, Wien 2015, ISBN 978-3-85409-690-0.
- mit Susanne Dobesch-Giese: Frauenrechte als Satzung: mulieris mundi. (= pen-dokumente). Austrian PEN-Club, Wien 2015, ISBN 978-3-85409-787-7.
- mit Christian Teissl: Bunte Steine. Frisch gefärbelt. Eine Anthologie des Österreichischen P.E.N.-Clubs. (= penyapaa). Wien 2015, ISBN 978-3-85409-680-1.
- mit Christine Fritsch: Auch in ihrer Sünde. Herbert Eisenreich. Roman. Löcker Verlag, Wien 2015, ISBN 978-3-85409-771-6.
- mit Christine Fritsch: Wenn die Sprache zur Sache kommt. Herbert Eisenreich – Friedrich Torberg: Die Korrespondenz. Mit sämtlichen Schriften Eisenreichs zu Torberg. Löcker Verlag, Wien 2015, ISBN 978-3-85409-771-6.
- Roman Roček. Stachelhäuter. Nebst einem Essay von Alexander Giese. Mit einem Post Scriptum versehen von Helmuth A. Niederle. Löcker Verlag, Wien 2016, ISBN 978-3-85409-773-0.
- mit Philo Ikonya: Schwarze Orphea / Black Orphea. Bedeutsame Wut / Relevant Rage. Löcker Verlag, Wien 2016, ISBN 978-3-85409-717-4.
- Wie weit geht Toleranz? Wie weit geht Europa? Europäische Toleranzgespräche Fresach 2015. Löcker Verlag, Wien 2016, ISBN 978-3-85409-677-1.
- mit Harald Kollegger: Wortkörper. Eine Anthologie des Österreichischen P.E.N.-Clubs. (= penyapaa). Wien 2016, ISBN 978-3-85409-828-7.
- mit Harald Kollegger: Allein essen ist wie allein sterben Eine Anthologie des Österreichischen P.E.N.-Clubs. (= penyapaa). Wien 2016, ISBN 978-3-85409-835-5.
- Die Grenzen Europas – Menschenrechte und die Folgen des Klimawandels. Europäische Toleranzgespräche Fresach 2016. Löcker Verlag, Wien 2017, ISBN 978-3-85409-879-9.
- Utopie. Dokumentation eines Symposions. Löcker Verlag, Wien 2017, ISBN 978-3-85409-890-4.
- Sprache und Macht. Dokumentation eines Symposions. Löcker Verlag, Wien 2017, ISBN 978-3-85409-891-1.
- Alfred Rossi: Drunter und Drüber. Ein Bilder-Lesebuch. Löcker Verlag, Wien 2017, ISBN 978-3-85409-859-1.
- mit Susanne Dobesch-Giese: Festschrift für Erich Sedlak. lieber amicarumque amicorum.  (= penyapaa). Wien 2017, ISBN 978-3-85409-478-4.
- Gerhard R. Wind: Ölbilder. Löcker Verlag, Wien 2017, ISBN 978-3-85409-893-5.
- Die Zukunft der Freiheit. Europas Zivilgesellschaft und die Folgen der Globalisierung für Politik, Wirtschaft und Gesellschaft. Europäische Toleranzgespräche Fresach 2017. Löcker Verlag, Wien 2018, ISBN 978-3-85409-937-6.
- Michael Guttenbrunner: Im Machtgehege. Werke Band 1. Löcker Verlag, Wien 2018, ISBN 978-3-85409-792-1.
- mit Susanne Dobesch-Giese: Macht und Ohnmacht des Geistes. Alexander Giese: Schriften aus dem Nachlass. Löcker Verlag, Wien 2018, ISBN 978-3-85409-938-3.
- mit Evelyn Adunka: Wolfgang Georg Fischer: Aus meinen Schreibstuben in London, Wien und am Grundlsee 1951 bis 2018. Löcker Verlag, Wien 2018, ISBN 978-3-85409-944-4.
- mit Reinhart Hosch und Harald Kollegger: Undicht, Dichtun, Dichdung. Eine Anthologie des Österreichischen PEN. (= penyapaa). Wien 2018, ISBN 978-3-85409-948-2.
- mit Reinhart Hosch und Harald Kollegger: Saure Äpfel. harte Nüsse, weiche Birnen. Eine Anthologie des Österreichischen PEN. (= penyapaa). Wien 2018, ISBN 978-3-85409-949-9.
- mit Andreas Weber: Fritz Habeck: Meine Zeit vor dem Erwachen. Autobiographie I. Löcker Verlag, Wien 2019, ISBN 978-3-85409-921-5.
- mit Aftab Hussain und Sarita Jenamani: Allahs gefangene Schüler. Kerkerpoesie aus islamischen Ländern. Löcker Verlag, Wien 2019, ISBN 978-3-99098-011-8.
- Michael Guttenbrunner: Nicht völlig Tag und auch nicht völlig Nacht. Gesammelte Gedichte. Werke Band 2. Löcker Verlag, Wien 2020, ISBN 978-3-85409-900-0.
- Das Unsagbare sagen. mulieris mundi II. Texte des PEN-Symposiums. „Gewalt und Trauma. Praxis und literarische Verarbeitung“ (Internationaler Tag gegen Gewalt an Frauen 2019). Löcker Verlag, Wien 2020, ISBN 978-3-99098-033-0.
- mit Reinhart Hosch: Notfall: Covid-19. Texte zu und in der Pandemie. Löcker, Wien 2020, ISBN 978-3-99098-048-4.
- Festhalten am Silberstreifen. Aufrufe wider die Gewalt. mulieris mundi. Löcker Verlag, Wien 2021, ISBN 978-3-99098-074-3.
- Europäische Toleranzgespräche. Fresach/Villach 2019 und 2020. Dokumente. Löcker Verlag, Wien 2021, ISBN 978-3-99098-101-6.
- mit Marion Wisinger: poesie.kontor I. Korrektur Verlag, Munderfing 2021, ISBN 978-3-9519832-8-8.
- Alexander Giese: Manchmal denk ich, wär' ich doch ein andrer. Gesammelte Gedichte. Löcker Verlag, Wien 2021, ISBN 978-3-99098-112-2.
- mit Marion Wisinger: poesie.kontor II. Korrektur Verlag, Munderfing 2022, ISBN 978-3-9505129-3-9.
- Fritz Habeck: Mein Weg zum eigenen Leben. Autobiographie II. Löcker Verlag, Wien 2022, ISBN 978-3-99098-131-3.
- diá logos. Dem freien Wort verpflichtet. Anthologie 100 Jahre Österreichischer PEN-Club. Löcker Verlag, Wien 2022, ISBN 978-3-99098-147-4.
- mit Marion Wisinger: poesie.kontor III. Korrektur Verlag, Munderfing 2023, ISBN 978-3-9505341-4-6.
- mit Marion Wisinger: Gestern träumte ich von Bäumen. mulieris mundi IV. Korrektur Verlag, Munderfing 2023, ISBN 978-3-9505470-0-9.
- poesie.kontor IV. Flanieren. Korrektur Verlag, Munderfing 2023, ISBN 978-3-9505341-9-1.
- mit Brian Haman: Mark Siegelberg, Hans Schubert und das Theater des Exils. Mit einem Vorwort von Wilfried Seywald. Korrektur Verlag, Munderfing 2023, ISBN 978-3-9505470-1-6.
- Scripta. Ein Bilderbuch mit Handschriften österreichischer Literaturschaffender. Löcker Verlag, Wien 2023, ISBN 978-3-99098-171-9.
- mit Gerhard Friedrich: Das Wahre ist zeitlos. Ein Lesebuch mit Texten von Heinrich Glücksmann. Korrektur Verlag, Mattighofen/Wien 2024, ISBN 978-3-9505470-3-0.
- Zwischenrufe. 100 Jahre Österreichischer PEN-Club. Texte und Materialien. Korrektur Verlag, Mattighofen/Wien 2024, ISBN 978-3-9505470-8-5.
- Fritz Habeck: Mein Weg zum eigenen Leben. Autobiographie III. Löcker Verlag, Wien 2025, ISBN 978-3-99098-162-7.

Übersetzungen
- Ben Okri: Afrikanische Elegie (An African Elegy). Gedichte. edition Kappa, München 1999.
- Ben Okri: Vögel des Himmels. Wege zur Freiheit (Birds of Heaven / A Way of Being Free). Essays. edition Kappa, München 2000.
- Ben Okri: Der Unsichtbare (Astonishing the Gods). Roman. edition Kappa, München 2000.
- Abdulrazak Gurnah: Donnernde Ruhe (Admiring Silence). Roman. edition Kappa, München 2000.
- Jackie Kay: Die Adoptionspapiere (The Adoption Papers). Gedichte. edition Kappa, München 2001.
- Ben Okri: Maskeraden und andere. Erzählungen (Incidents at the Shrine). edition Kappa, München 2001.
- Sonia Solarte: Papierwelt (Mundo Papel). Gedichte. Edition Milo im Verlag Lehner. Wien 2006.
- Jack Mapanje (gem. mit Jürgen Strasser): Und Gott ward zum Chamäleon (Of Chameleons and Gods). Gedichte. (Edition Milo im Drava Verlag, Klagenfurt 2008).
- Easterine Iralu: Der Raupengatte. Märchen der Naga (Naga Folktales Retold). Löcker Verlag, Wien 2010.
- Philo Ikonya: Aus dem Gefängnis – Liebesgesänge / Out of Prison – Lovesongs. Löcker Verlag, Wien 2010.
- Easterine Iralu: Khonoma. Erinnerungen an ein Dorf der Naga (A Naga Village Remembered). Roman. Löcker Verlag, Wien 2011.
- Easterine Iralu: Der Gesang des Waldes und andere Geistergeschichten. Nebst einer Auswahl aus dem lyrischen Werk (Forest Song). Löcker Verlag, Wien 2012.
- Philo Ikonya: Eine nächtliche Führung (Leading the Night). Roman. Löcker Verlag, Wien 2012.
- Easterine Kire (Iralu): Mari (Mari). Roman. Löcker Verlag, Wien 2013
- Christopher Merrill: Notwendigkeiten (Necessities). Gedichte. Löcker, Wien 2014, ISBN 978-3-85409-736-5.
- Jidi Majia: Worte des Feuers (Words of Fire). Gedichte. Löcker, Wien 2015, ISBN 978-3-85409-735-8.
- Bing Feng (Hrsg.): Ein gefallenes Blatt und andere Miniaturerzählungen (One fallen Leaf and more Miniature Stories) (= Chinesische Gegenwartsliteratur. 3). Wien 2015, ISBN 978-3-85409-716-7.
- Mahvash Sābet: Keine Grenzen. Gedichte aus dem Gefängnis. Löcker, Wien 2016, ISBN 978-3-85409-735-8.
- Solomon Hailemariam: Der Schritt ins Leben. (The young Crusader). Roman. Löcker, Wien 2017, ISBN 978-3-85409-841-6.[1]
- Sarita Jenamani: Inschriften auf Sanddünen / Inscriptures On Sand Dunes. Poems/Gedichte. Löcker, Wien 2017, ISBN 978-3-85409-881-2.
- Aftab Husain: Ein Traum umzirkt / A Dream Deferred. Poems/Gedichte. Löcker, Wien 2017, ISBN 978-3-85409-882-9.
- Jidi Majia: Der Rachen des roten Löwen in der Sternenkammer der Gedanken. Gedichte. Löcker, Wien 2017, ISBN 978-3-85409-887-4.
- Easterine Kire: Ein verlorenes Leben. Geschichte einer Liebe bei den Naga. Roman. Löcker, Wien 2017, ISBN 978-3-85409-863-8.
- He Xiangyang (Hrsg.): Wie weit ist die Ewigkeit. Erzählungen von Frauen (How far is forever). (Übers. mit Jürgen Strasser, H. M. Magdalena Tschurlovits)(Chinesische Gegenwartsliteratur, 6) Löcker, Wien 2018, ISBN 978-3-85409-796-9.
- Helen Kidan: Hoffnung und andere Gedichte / Hope and other Poems. Poems/Gedichte. Löcker, Wien 2018, ISBN 978-3-85409-941-3.
- Mohammed Madani: Ein Fenster, von der Sonne nicht betört. Gedichte. (gemeinsam mit Ishraga Mustafa Hamid) Löcker, Wien 2018, ISBN 978-3-85409-947-5.
- Ananya S Guha: Die Hügel der langsamen Zeit. Gedichte. Löcker, Wien 2019, ISBN 978-3-85409-962-8.
- Tsippy Levin Byron: In der Tiefe gelesen. Gedichte. Löcker, Wien 2020, ISBN 978-3-99098-035-4.
- Saba Kidane: Wenn sich das Dunkel lichtet/If the Darkness Becomes Bright. Gedichte/Poems. Löcker, Wien 2020, ISBN 978-3-99098-051-4.
- Manu Dash: Eine kurze Geschichte der Stille. Gedichte. Löcker, Wien 2021, ISBN 978-3-99098-072-9.
- Chandrakanta Murasingh: Erinnerungen an den Wald. Gedichte. Löcker, Wien 2021, ISBN 978-3-99098-073-6.
- Ko Ko Thett und Brian Haman (Hrsg.): Die Armee schießt nicht in die Luft. Gedichte nach dem Militärputsch in Myanmar (Februar 2021). Löcker, Wien 2021, ISBN 978-3-99098-114-6.
- Mahvash Sābet: Traurig bin ich nicht. Gedichte. Aus dem Farsi übertragen und nachgedichtet von Neda Forghani und Helmuth A. Niederle. Korrektur, Mattighofen/Wien 2024, ISBN 978-3-95054-706-1.

Fremdsprachige Ausgaben
- Helmuth A. Niederle: cum imi place. un confabulatorium. (Wie es mir gefällt. Ein Confabulatorium) Ins Rumänische übertragen von Radu Tuculescu. Editura EIKON, Cluj-Napoca 2005, ISBN 973-7833-16-3.
- Helmuth A. Niederle, Debabrata Chakrabarti: Bau dir eine Brücke. Ausgewählte Gedichte in einer zweisprachigen Ausgabe. Deutsch und Bengali. Winternitz Society for Literature & Culture, Kolkata 2011, ISBN 978-81-8465-767-8.
- Helmuth A. Niederle: Der heilige Fluß. Gedichte. Deutsch und Georgisch. Ins Georgische übertragen von Dato Barbakadse. Mertskuli Publishing House, Tbilisi 2018, ISBN 978-9941-801-48-8.
- Helmuth A. Niederle: Sapanara Jajabara. Gedichte. Ins Odia übertragen von Sarita Jenamani. Dhauli Books, Bhubaneswar 2019, ISBN 978-81-938505-9-6.